# Tropistethus
Tropistethus är ett släkte av insekter. Tropistethus ingår i familjen fröskinnbaggar.
Släktet innehåller bara arten Tropistethus holosericus.